# Cleuville
Cleuville – miejscowość i gmina we Francji, w regionie Normandia, w departamencie Sekwana Nadmorska.
Według danych na rok 1990 gminę zamieszkiwało 111 osób, a gęstość zaludnienia wynosiła 27 osób/km² (wśród 1421 gmin Górnej Normandii Cleuville plasuje się na 785. miejscu pod względem liczby ludności, natomiast pod względem powierzchni na miejscu 761.).